# District Krylatskoje
Het district Krylatskoje (Russisch: Крылатское) is een rajon van de Westelijke Administratieve Okroeg aan de rand van de Russische hoofdstad Moskou. Het is een voormalige plaats en telde 82.593 inwoners in 2018.

## Geschiedenis

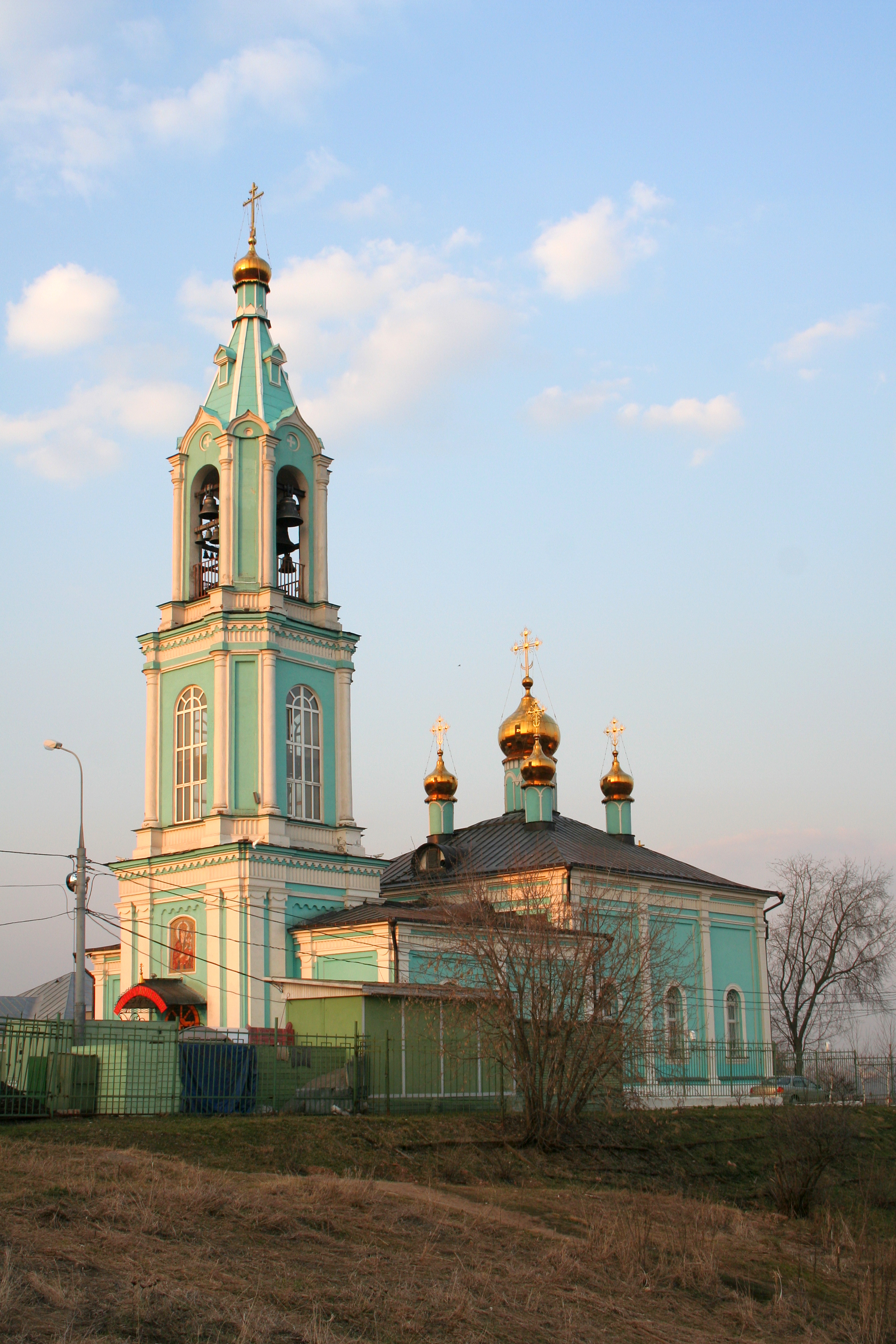
Maria-geboortekerk

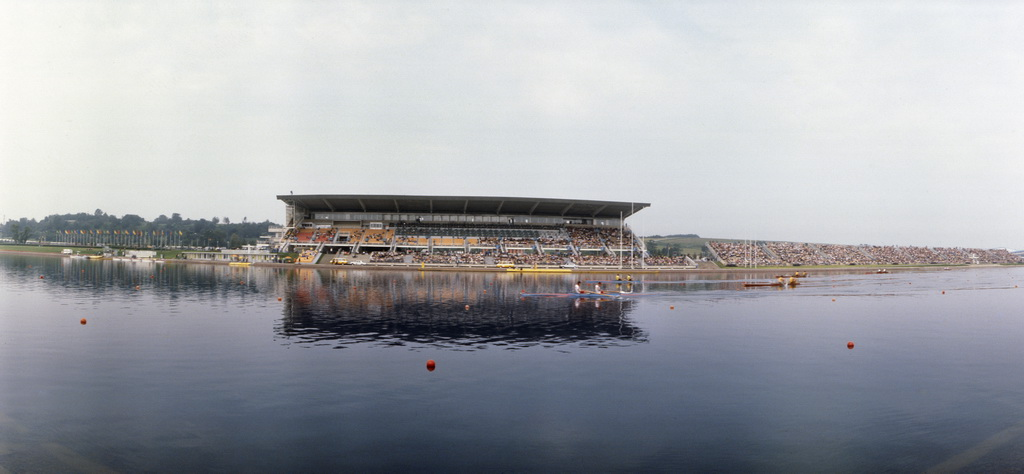
Roeicentrum Krylatskoje

Krylatskoje wordt tot de oudste stadsdelen van Moskou gerekend. Archeologische vondsten duiden erop dat de omgeving mogelijk al tussen 2000 en 1000 v. Chr. bewoond was. De oudste schriftelijke melding van het dorp Kriletskoje (Крылецкое) dateert uit 1417. De ligging in de buurt van wegen die Moskou met steden als Mozjajsk of Volokolamsk verbonden, maakte dat het ook bekend was in de hogere kringen van het tsarenrijk. Ivan de Verschrikkelijke zou er regelmatig een tussenstop hebben gemaakt en in 1554 de inwijding van een houten kerk hebben bijgewoond.
Aan het begin van de 17e eeuw kwam het dorp in bezit van een lid van het huis Romanov; volgens een telling in 1646 bestond het toen uit 18 boerderijen. Aan het eind van de 19e eeuw werd de houten kerk vervangen door een stenen. Bij een tegenwoordig nog werkende bron in het dal werd een kapel gebouwd die als heilig wordt beschouwd. Krylatskoje werd een geliefd ontspanningsoord voor welgestelde Moskovieten die er datsjas bouwden.
Na de Oktoberrevolutie gingen in Krylatskoje de boerderijen over in staatseigendom, weinig later ontstond er een kolchoz, die in de jaren vijftig door een pluimveehouderij werd vervangen. De kerk werd in 1936 door de staat gesloten en tijdens Duitse luchtaanvallen in de Tweede Wereldoorlog grotendeels afgebroken om niet als herkenningspunt te kunnen dienen.
In verloop van de groei van Moskou in de jaren vijftig en zestig werd Krylatskoje in 1960 bij Moskou gevoegd en geheel nieuw bebouwd. Het werd ook als locatie voor diverse takken van sport uitgekozen voor de Olympische Zomerspelen 1980. Zo kwamen er een wielerbaan en een roeibaan. De heuvels tussen de woonwijken en de Moskva ontwikkelden zich in de winter tot een skigebied.
In de loop van de jaren tachtig werd het een massawoongebied, in 1990 kreeg het aansluiting op het metronetwerk van Moskou. Door het deels beboste heuvelland en de afwezigheid van industrie is het een gevraagde en relatief dure woonomgeving. Ook de nabijheid van de villawijk Roebljovka drijft de huren en huizenprijzen op.

## Bezienswaardigheden
Bekend zijn de sinds 1998 als beschermd landschap aangewezen tot 60 meter hoge heuvels, die een ongeveer 200 hectare groot en deels bebost gebied langs de zuidoever van de Moskva beslaan. In een van de valleien ertussen stroomt een beek die door de eerdergenoemde bron wordt gevoed. De waterkwaliteit geldt nog steeds als zeer goed. De heuvels herbergen een voor Moskou ongewoon rijke planten- en dierenwereld. Aangetroffen worden de haas, hermelijn, wezel, verschillende soorten vleermuizen en insecten.
Architectonisch interessant is de in 1990 nieuw opgerichte Maria-geboortekerk uit de 19e eeuw, die op een heuvel ligt. Op korte afstand ervan werden bij onderzoek resten van een voormalig kerkhof uit de 16e eeuw ontdekt.

## Infrastructuur
Krylatskoje is verkeerstechnisch goed ontsloten en ligt in de buurt van een aansluiting met de Moskouse ringweg. Eind 2007 is nog een snelwegverbinding in bedrijf genomen, die om de noordkant van Krylatskoje loopt. Het openbaar vervoer is goed ontwikkeld door buslijnen en een metrostation. Er zijn 17 scholen en drie bibliotheken. Bij het metrostation is een winkelcentrum gevestigd; in de woonwijken bevinden zich meer dan 200 winkels.

### Metrostation Krylatskoje

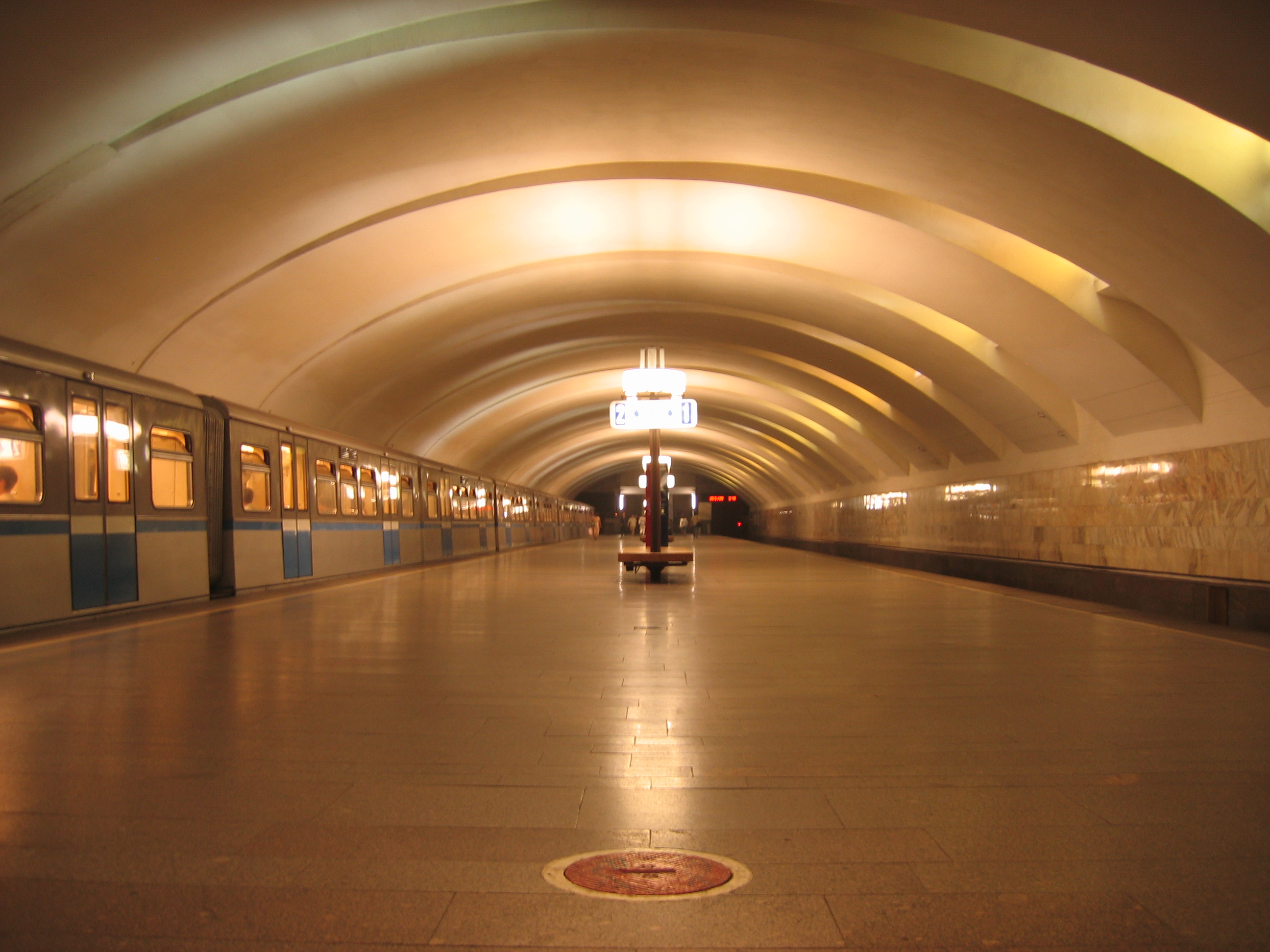
Metrostation

Het metrostation werd 31 december 1989 in gebruik genomen, toen in het kader van een verlening van de lijn Filjovskaja-lijn. Sinds de Arbatsko-Pokrovskaja-lijn in 2008 werd verlengt tot Strogino, wordt Krylatskoje ook door treinen van deze lijn aangedaan.